# Militäreisenbahn Spandau

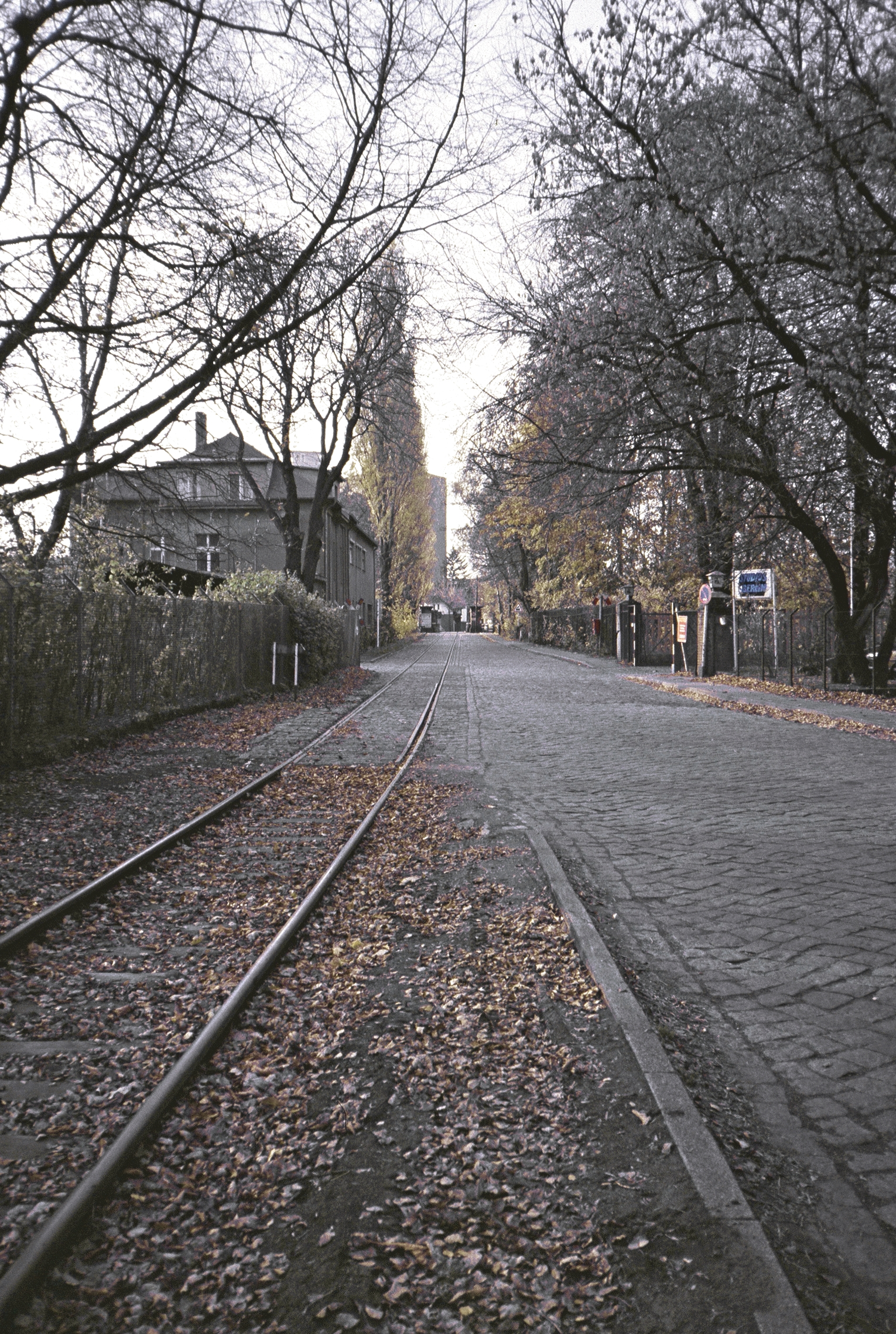
Gleis zur Insel Eiswerder, 1986

Die Militäreisenbahn Spandau verband Rüstungs- und Industriebetriebe in der zum Berliner Bezirk Spandau gehörigen Ortslage Haselhorst mit der Berlin-Hamburger Bahn. Sie ist nicht mit der ersten Spandauer Kriegsbahn zu verwechseln, die ab 1887 rund 20 Jahre lang auf dem gegenüberliegenden Havelufer existierte.

## Vorgeschichte
Bereits im 16. Jahrhundert wurde in Spandau Schießpulver hergestellt, 1722 weihte Friedrich Wilhelm I. dort eine Gewehrfabrik ein. 1826 erwarb der Militärfiskus die in der Havel gelegene Insel Eiswerder und errichtete dort ein Pulvermagazin. 1830 erhielt Eiswerder einen Hafen. Ein Jahr später wurde das Feuerwerks-Laboratorium fertiggestellt, wo vornehmlich Zündspiegel, Leuchtraketen und elektrische Minen- und Geschützzündungen hergestellt sowie Granaten gefüllt wurden.
Zu beiden Seiten der Spree kamen in der Folge weitere militärische Fabriken hinzu. Zwischen 1838 und 1890 entstanden unter anderem eine Geschützgießerei, eine Munitionsfabrik, und zu deren Versorgung eine Gasanstalt. Auf dem Gelände des Salzhofes wurde 1890 ein Chemiewerk für die Produktion der zur Munitionsherstellung benötigten Säuren errichtet.
Seit 1846 besaß Spandau eine Station an der Berlin-Hamburger Bahn, seit 1871 auch an der Berlin-Lehrter Bahn. Die meisten der militärfiskalischen Betriebe hatten aber keinen eigenen Bahnanschluss, der Güterverkehr erfolgte mit Fuhrwerken.

## Die Militärbahn

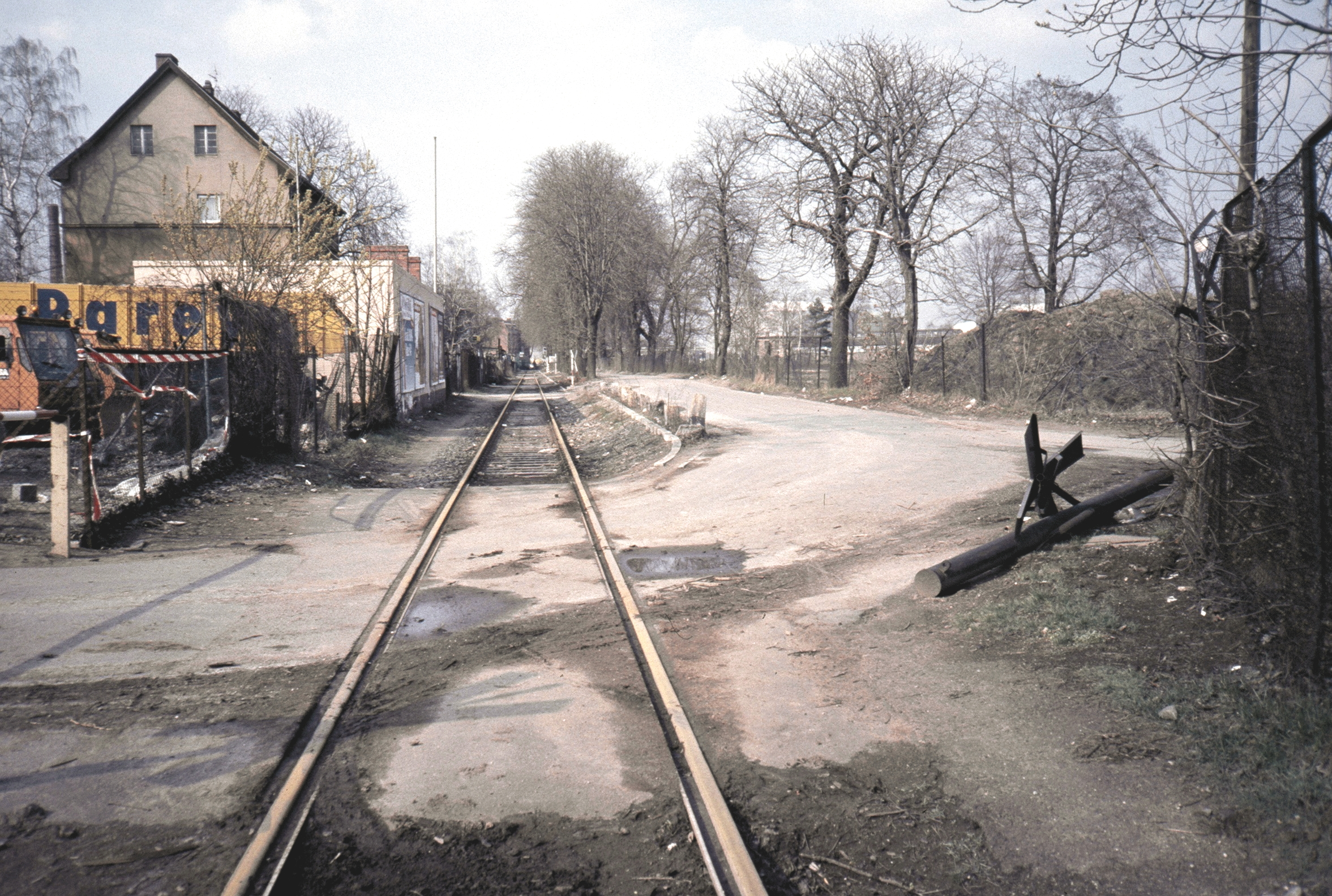
Gleis zum Salzhof an der gleichnamigen Straße, 1987

Im Jahr 1889 wurde der Bau einer sämtliche „Königlichen Fabriken“ verbindenden Bahnstrecke vom Hamburger Bahnhof (aktuell: Bahnhof Berlin-Stresow) zur Insel Eiswerder und zum Salzhof genehmigt. Baubeginn war im Frühjahr 1890, Anfang Februar 1892 wurde die Strecke in Betrieb genommen.
Vom Hamburger Bahnhof ausgehend verlief die Strecke nach Norden, durchquerte die Artillerie-Werkstatt und bediente die Geschützgießerei. Anschließend überquerte sie auf einer 55 Meter langen Brücke die Spree. Am rechten Spreeufer berührte sie die Geschossfabrik, folgte dem Zitadellenweg und erreichte das Munitions- und Patronenwerk sowie die Pulverfabrik. Nördlich des heutigen Sportstadions Haselhorst zweigte vom nach Eiswerder führenden Hauptast ein Nebenanschlussgleis zur chemischen Fabrik am Salzhof ab. Zur Insel Eiswerder wurde mit der 31 Meter langen Kleinen Eiswerderbrücke der östliche Arm der Havel überquert.
An der Pulverfabrik lag ein kleiner Übergabebahnhof. Die Länge der Hauptgleise belief sich auf 6459 Meter, die Nebengleise waren insgesamt 6181 Meter lang. Betriebsführung und Unterhaltung der Strecke oblagen der Staatsbahn, die Kosten trug das Militär.
Die Firma Siemens nahm 1908 eine eigene Güterbahn in Betrieb, die am westlichen Ende des Nonnendamms (heute: Nonnendammallee) vom Gleis der Militärbahn abzweigte. Der anschließende Übergabebahnhof der Siemens-Güterbahn liegt nach wie vor zwischen den Fahrbahnen der mehrspurigen Straße. Zudem hatten die Lokomotiven von Siemens auch die Genehmigung, den Übergabebahnhof vor der Pulverfabrik anzufahren. Ein Kernpunkt der Vereinbarung war die Priorität des Militärverkehrs, was 1915 den Wunsch von Siemens nach einem eigenen Anschluss an die Staatsbahn weckte. Die strategische Bedeutung des Verkehrs von und zu den Siemens-Werken hielt den Militärfiskus nach 1913 jedoch zunehmend davon ab, von seinem Vorrecht Gebrauch zu machen.
In den Jahren 1909/1910 wurden die Gleise der Hamburger und der Lehrter Bahn höher gelegt. Die Militärbahn musste ihren bisherigen Anschluss aufgeben und erhielt eine neue Verbindung vom Bahnhof Ruhleben. Das Gleis verlässt den Güterbahnhof in westlicher Richtung und folgt dem Bahndamm bis zum Gewerbehof, wo es ihn unterquert und unmittelbar anschließend die Straße Freiheit kreuzt. Nach einer Linkskurve wurde, auf dem Gelände der Artillerie-Werkstatt, das alte Gleis zur Spreebrücke wieder erreicht.
Die neue Verbindung wurde 1910 in Betrieb genommen. Im Ersten Weltkrieg wurde, aufgrund der gestiegenen Rüstungsproduktion, die Kapazitätsgrenze der weitgehend eingleisigen Strecke schnell erreicht. Zunächst wurde ein Zweiggleis zum Spandauer Südhafen errichtet, 1915 ein weiteres zur Spree. Dort wurden die Güterwagen mittels eines Trajekts über den Fluss befördert und am Nordufer wieder auf die Gleise gesetzt.
In den Jahren 1917 und 1918 wurden auf den Gleisanlagen nördlich der Spree jeweils 120.000 Wagen befördert. Die Absicht von Siemens, eine eigene Anschlussstrecke zum Ostkopf des Bahnhofs Ruhleben zu bauen, wurde nach 1918 zunächst nicht weiter verfolgt, da das Beförderungsaufkommen nach dem Kriegsende stark abnahm.

## 1918–1945
Der Versailler Vertrag führte zum Abbau der militärischen Anlagen unter der Aufsicht einer Kontrollkommission der Entente. Die Reichswerke (später: Deutsche Industriewerke, DIWAG) übernahmen die Gebäude und Gleisanlagen zur wirtschaftlichen Nutzung. Auf den Arealen der ehemaligen Rüstungsbetriebe siedelten sich Industriebetriebe an, so 1928 am Salzhof das Mineralölunternehmen Rhenania-Ossag. 1929 folgte die Konsumgenossenschaft, die ein 370 Meter langes Anschlussgleis längs des Telegrafenwegs erhielt. Fünf Jahre später mietete die Westfälische Transport-Actien-Gesellschaft (WTAG) zwei Gebäude auf Eiswerder zur Lagerung und dem Umschlag von Getreide.
Im Jahr 1926 wurde die Industrieanlagen GmbH (Inag) gegründet, die die Anlagen nördlich der Spree übernahm. Die Betriebsführung verblieb bei den DIWAG, die hierfür fünf Lokomotiven der Baureihe T 3 und eine T 7 von der Deutschen Reichsbahn erwarb.
Das Transportaufkommen auf den ehemaligen Militärgleisen blieb weit hinter dem Vorkriegsniveau zurück. 1928 erreichte es wieder 49.000 Waggons pro Jahr, davon entfielen jedoch etwa 85 Prozent auf Zustellungen an Siemens. Die Übergaben der Reichsbahn führten nun sämtlich zum Siemens-Bahnhof an der Nonnendammallee, der 1928 von drei auf fünf Gleise erweitert wurde. Im Jahr darauf wurde an der Berliner Chaussee (heute: Am Juliusturm) ein beschrankter Bahnübergang eingerichtet.
Siemens und die Bewag erhielten 1931/1932 den bereits 1915 geplanten Anschluss zum Ostkopf des Bahnhofs Ruhleben (gemeinsam genutztes Gleis bis zum Kraftwerk Ruhleben). Mit dessen Inbetriebnahme wurde die Siemens-Güterbahn abgetrennt, wofür ein Ausgießen der Verbindungsgleise mit Teer genügte. Die Begradigung der Spree ab 1938 schien den Bau einer neuen Brücke über den Altarm, den neuen Durchstich und die Berliner Chaussee erforderlich zu machen, die Bauarbeiten wurden aber schon bald nach dem Beginn des Zweiten Weltkriegs eingestellt. In den letzten Kriegstagen sprengten die deutschen Truppen auf dem Rückzug beide Brücken über die Spree.

## Nachkriegszeit

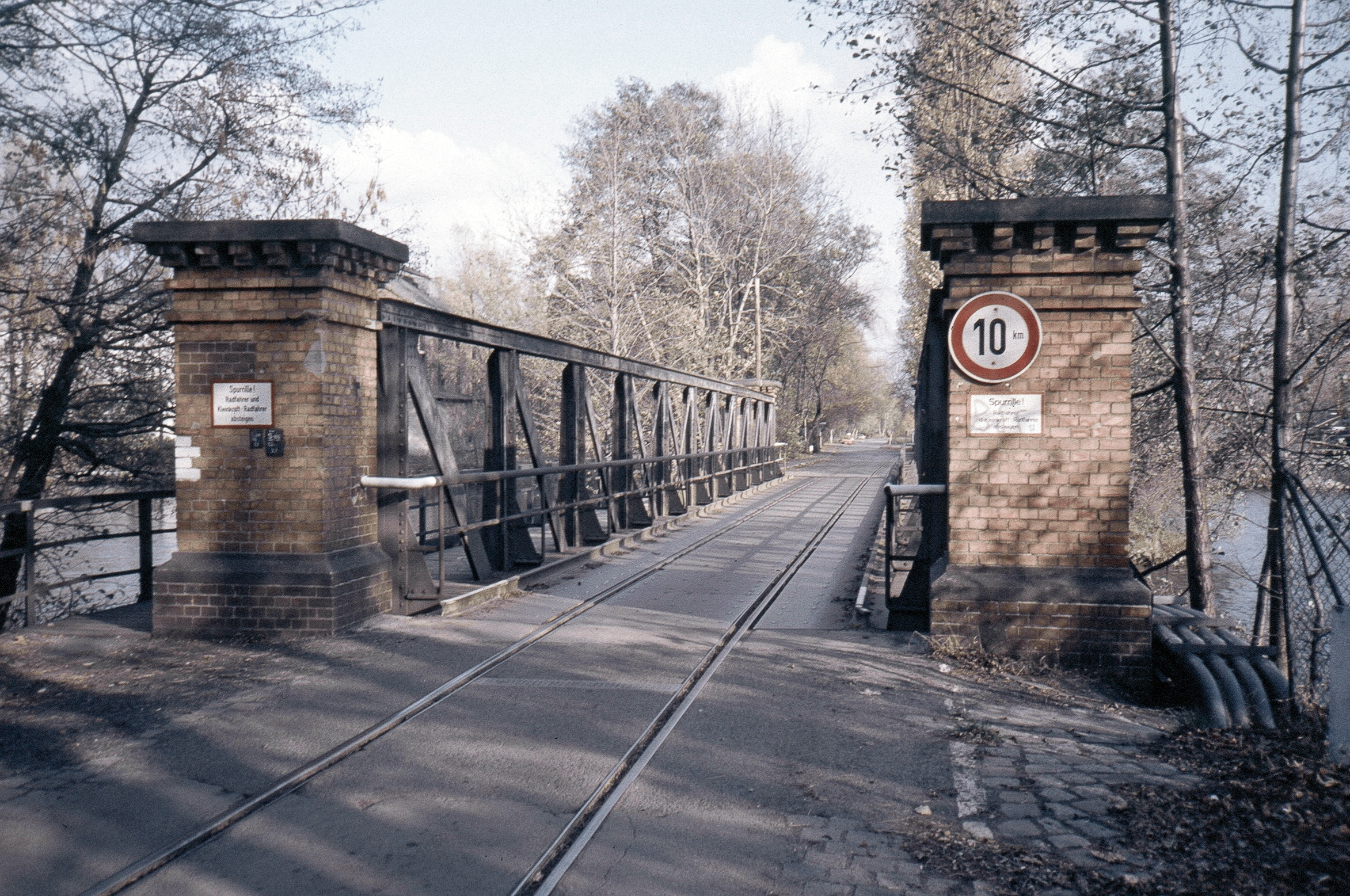
Kleine Eiswerderbrücke mit Gleis, Blick in Richtung Haselhorst, 1986

Bereits im Jahr 1940 war die Verbindung zur Siemens-Güterbahn wieder befahrbar gemacht worden, um den Verkehr nach der möglichen Zerstörung einer Brücke durch Bomben über die zweite Brücke aufrechterhalten zu können. Betrieblich genutzt wurde die Gleisverbindung während der Kriegsjahre aber nicht. Erst im Oktober 1945 wurde die Verbindung zwischen den beiden Bahnen wieder in Betrieb genommen, da aufgrund der zerstörten Spreebrücken sowohl die Inag-Strecke wie auch die Siemens-Güterbahn keinen Anschluss an das Reichsbahnnetz mehr hatten. Eine Notverbindung zu den S-Bahn-Gleisen am Bahnhof Gartenfeld ermöglichte zunächst die Überführung der Güterwagen und Lokomotiven. Sie blieb bis März 1950 bestehen. Von 1946 bis 1948 wurde die Spreebrücke der Siemens-Güterbahn gehoben und instand gesetzt. Die Inag-Brücke wurde nicht wieder aufgebaut, die Inag wurde zum Nebenanschließer der Siemens-Güterbahn am Übergabebahnhof Nonnendammallee. Erhalten blieb die Brücke zur Insel Eiswerder, die nach dem Krieg auch für den Kraftfahrzeugverkehr freigegeben wurde.
Die Betriebsführung erfolgte in den ersten Nachkriegsjahren durch die Siemens-Güterbahn, wofür sie eigene Akkumulatorlokomotiven einsetzte und zeitweise Fremdfahrzeuge anmietete. 1946 und 1947 wurde auf den Inag-Gleisen eine, bei Orenstein & Koppel (O&K) gebaute, zweiachsige Diesellokomotive der Rhenania-Ossag eingesetzt, 1949 und 1950 verkehrte eine instandgesetzte Diesellok von Deutz. Pläne der Siemens-Güterbahn, eine eigene Diesellokomotive für den Betrieb auf den ehemaligen Militärgleisen zu erwerben oder aber jene zu elektrifizieren, endeten 1951 mit der Abgabe der Betriebsführung auf den Inag-Gleisen an die WTAG.

## Die WTAG-Zeit

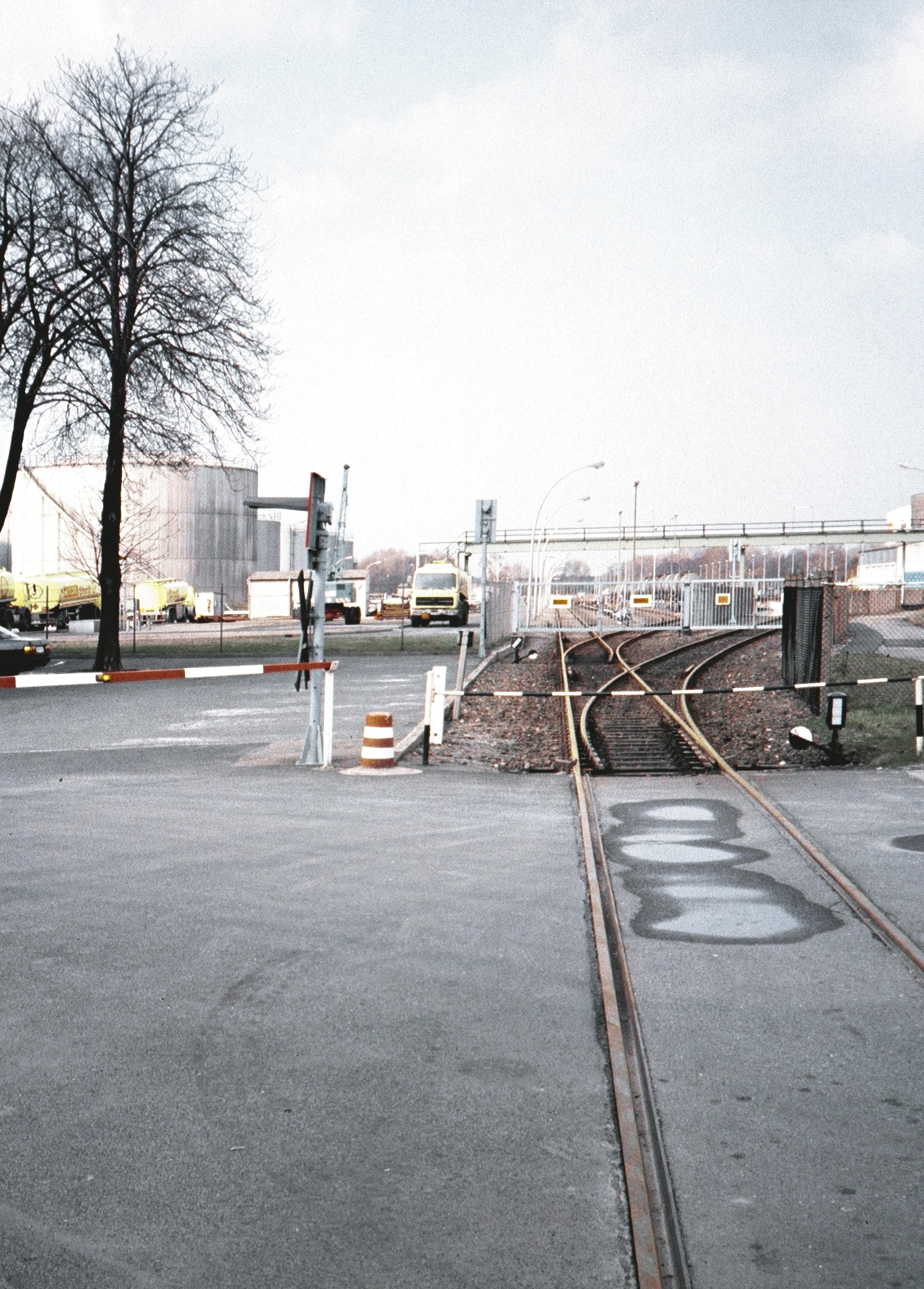
Tanklager am Salzhof, 1987

Nach dem Zweiten Weltkrieg war das Transportaufkommen auf der ehemaligen Militärbahn zunächst gering. Die meisten der Anschließer waren ausgebombt oder demontiert, einer der wenigen übriggebliebenen war die WTAG selbst. Die Lokomotiven Nummer 1, eine Köf II von O&K, und 2, eine DG 39 von Henschel reichten für den Betrieb aus. Anfang der 1960er Jahre kam mit der Betriebsnummer 3 eine MV 6b von O&K hinzu, Lok Nummer 1 wurde durch ein Zweiwegefahrzeug ersetzt. Mitte der 1950er Jahre wurde der Übergabebahnhof Nonnendammallee auf drei Gleise reduziert.
Mit der Erweiterung der Anlagen von Shell und dem Bau eines Tanklagers durch Esso am Salzhof nahm 1966 das Transportaufkommen erheblich zu. Die WTAG erwarb für die schweren Züge mit Ölprodukten mit einer Henschel DHG 240 (240 PS = 177 kW) eine stärkere Lokomotive, die die Nummer 2(II) erhielt. Anfang der 1970er Jahre kamen eine 665 PS (489 kW) starke MC 700 N mit der Betriebsnummer 1(II), 1978 eine MaK 1000 D mit 1000 PS (735 kW, Betriebsnummer 2(III)) dazu.
Die am Bahnhof Nonnendammallee übernommenen Züge wurden bis Ende der 1970er Jahre zunächst in den Zitadellenweg gezogen und anschließend in Richtung Eiswerder bzw. Salzhof geschoben. 1979 wurde eine Verbindungskurve von der Nonnendammallee zur Daumstraße geschaffen und die Züge direkt dorthin geschoben. Eine dreigleisige Anlage an der Daumstraße ermöglichte das Teilen langer Züge und das Umsetzen der Lokomotive.

## Die letzten Jahre: Rhenus

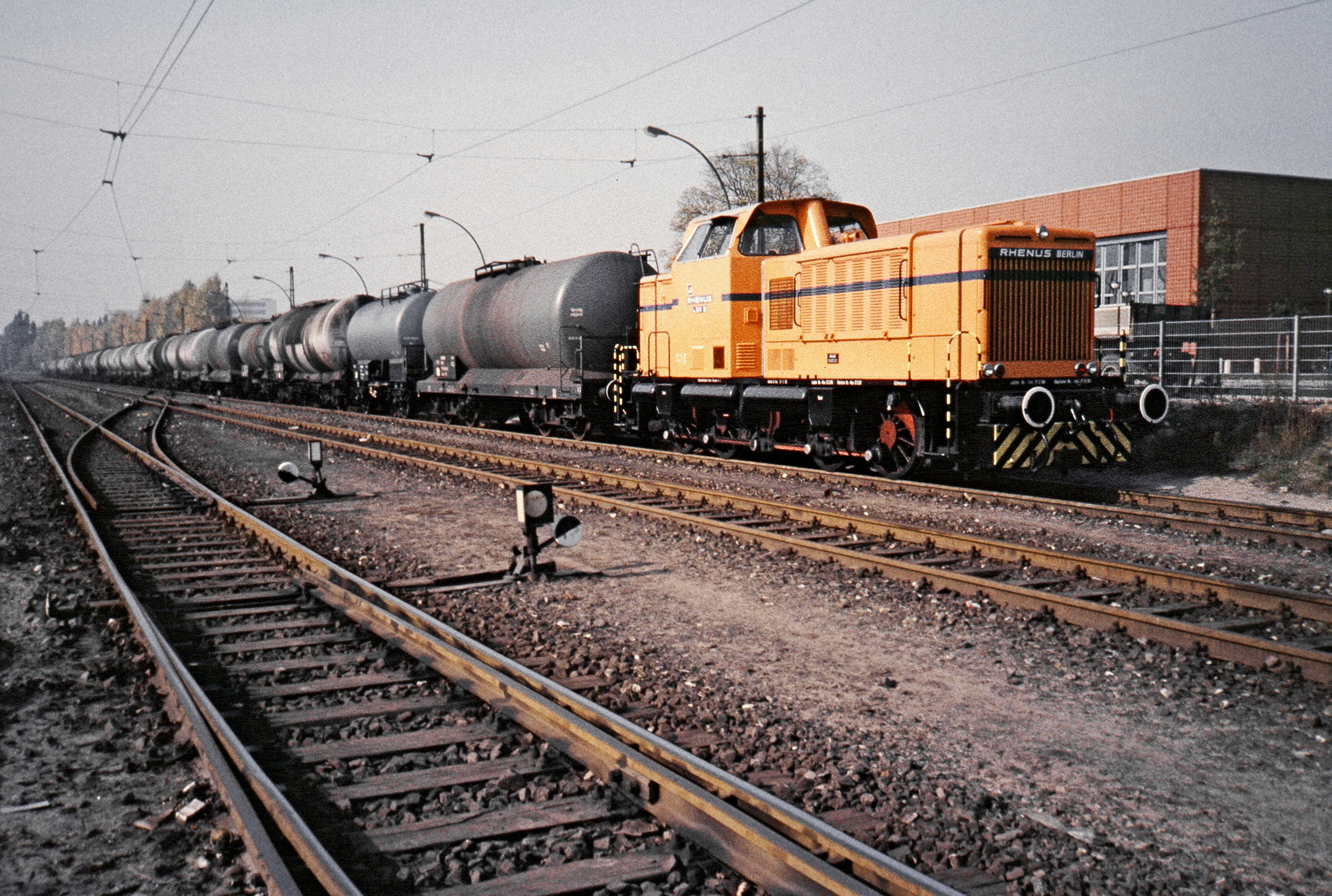
Kesselwagenzug mit Lok 2(III) im Übergabebahnhof Nonnendammallee, 1986

Die Aufgabe mehrerer Gleisanschlüsse, insbesondere auch des der Pappenfabrik am Telegrafenweg, reduzierte das Gleisnetz auf rund 13 Kilometer. Das Gleis von der Nonnendammallee zum Salzhof wurde hingegen Anfang der 1980er Jahre erneuert. Wichtigste Anschließer waren damals die beiden Tanklager, auf der Insel Eiswerder, zudem die Rhenus AG, in der die WTAG 1984 endgültig aufging. Für die beiden Lokomotiven war dort ein Lokschuppen errichtet worden.
Bereits Ende der 1960er Jahre hatte der Verkehr zu den Tanklagern den Siemens-Güterverkehr überflügelt. 1988 übernahm Rhenus die Betriebsführung auf den Gleisen der Siemens-Güterbahn.
Die Tanklager von Esso und Shell wurden bis 1996 abgerissen, auf dem Gelände am Salzhof entstand ab 1997 das Wohngebiet Wasserstadt Oberhavel. Inzwischen sind die Gleise jenseits der Nonnendammallee fast vollständig verschwunden.

## Sonstiges
Anlässlich des 750. Geburtstags der Stadt Spandau fanden im September 1982 an vier Sonntagen Sonderfahrten mit einem Personenzug der Berliner Eisenbahnfreunde statt. Etwa 7000 Fahrgäste nutzten die bis dahin einmalige Gelegenheit für eine Fahrt auf den Gleisen zwischen Gartenfeld und Eiswerder.